# Kunstjahr 1501

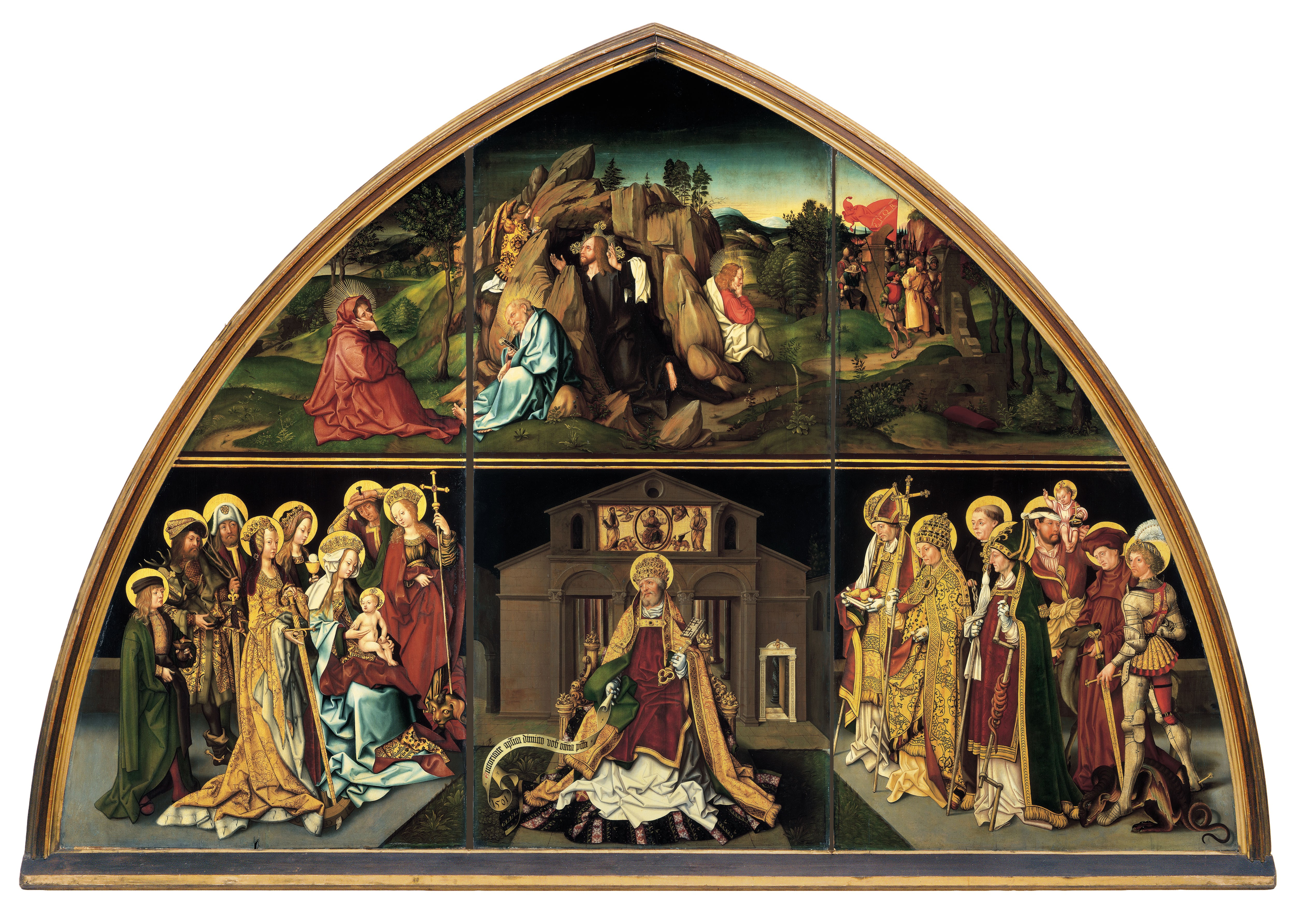
Hans Burgkmair der Ältere:
Basilica di S. Pietro

Liste der Kunstjahre

1498 | 1499 | 1500 | Kunstjahr 1501 | 1502 | 1503 | 1504 | 1505 | ► | ►►

Weitere Ereignisse

## Ereignisse

### Architektur
Das Welfenschloss Münden wird im Auftrag von Herzog Erich I. von Braunschweig-Lüneburg als Residenzschloss mit Verwaltungssitz im gotischen Stil errichtet.

### Bildhauerei
Nach seiner Rückkehr von Rom in seine Heimatstadt Florenz aus gesundheitlichen Gründen erhält Michelangelo Buonarotti von Kardinal Francesco Piccolomini den Auftrag, eine Grabstätte mit 15 Skulpturen auszuschmücken, die bereits in der Kathedrale von Siena zu Ehren des berühmtesten Mitglieds der Familie, Papst Pius II., begonnen worden ist. Nur vier dieser Figuren werden schließlich ausgeführt, freilich nur teilweise durch die Hand des Meisters selbst.
Im gleichen Jahr erhält Michelangelo von der einflussreichen Arte della Lana, der Wollweberzunft von Florenz, den Auftrag für eine kolossale Davidstatue. Ihm steht ein riesiger Statuarioblock aus Carrara zur Verfügung, der seit 1468 im Domgarten lagert. Vorher haben bereits die Bildhauer Agostino di Duccio (1464) und Antonio Rossellino (1476) den wuchtigen Block in grob behauenem Zustand belassen und aufgegeben. Michelangelos Arbeit an der Statue dauert bis 1504.

### Malerei

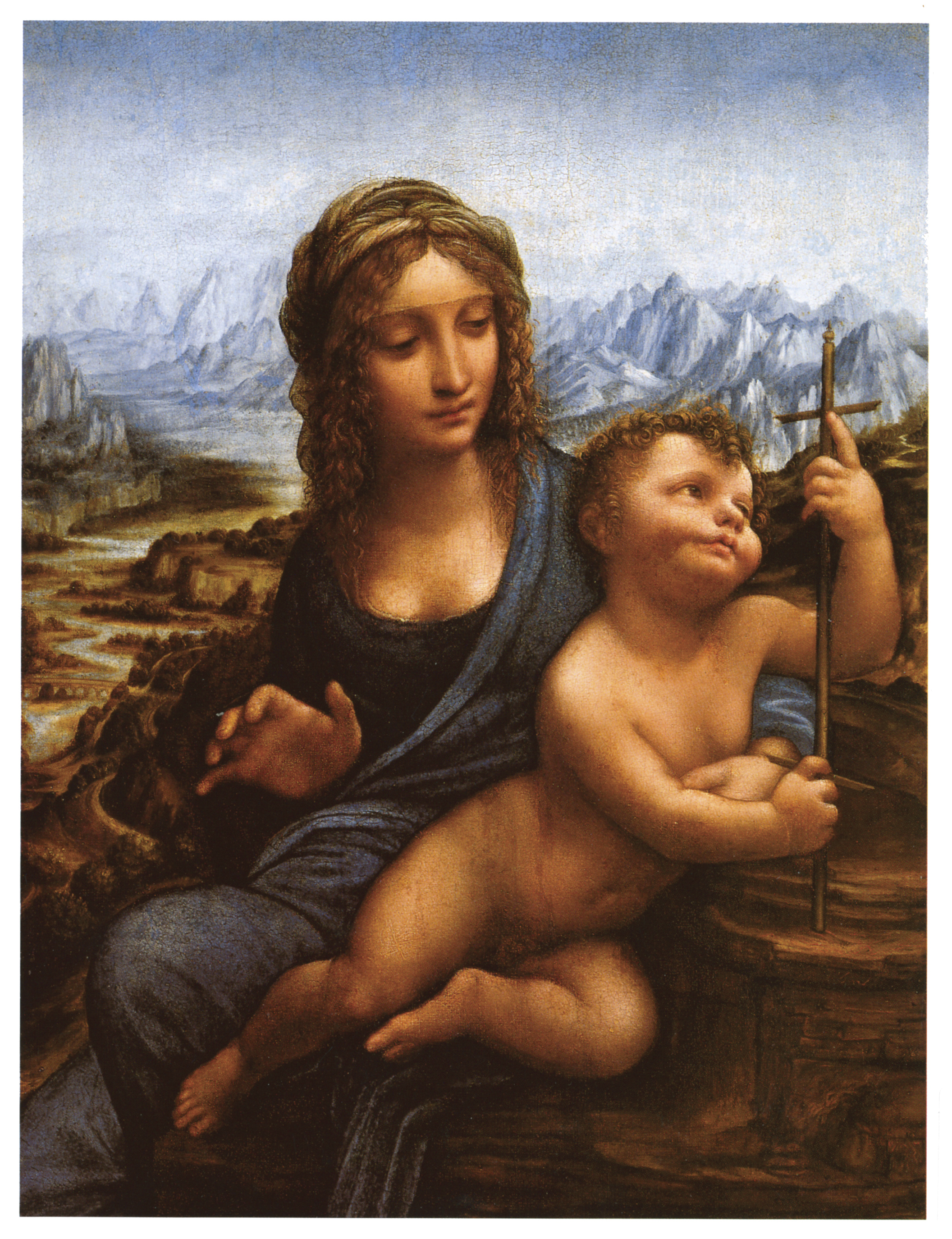
Kopie des Bildes

- 4. April: Das heute verschollene Gemälde Madonna mit der Spindel von Leonardo da Vinci wird in einem Brief erstmals erwähnt.
- 13. September: Die Pala vom seligen Nikolaus von Tolentino, ein großes Altargemälde für die Kapelle Baronci in der Kirche Sant’Agostino in Città di Castello, wird fertiggestellt. Raffael und Evangelista da Pian di Meleto haben den Auftrag gemeinsam Ende des Vorjahres erhalten. Dargestellt wird der im Zentrum des Bildes stehende selige Nikolaus von Tolentino in einem Torbogen, dem der Teufel zu Füßen liegt. Um ihn herum stehen drei Engel mit Spruchbändern und oberhalb seines Kopfes befindet sich Gottvater, mit einer Krone in den Händen, umgeben von Engelsköpfen. Links daneben befindet sich Maria und der heilige Augustin, auch diese beiden tragen eine Krone in der Hand.
- nach dem 20. September: Anlässlich dessen Amtsübernahme fertigt Giovanni Bellini in Öl und Tempera auf Pappelholz das Porträt des Dogen Leonardo Loredan.

- Der italienische Maler Giovanni Antonio Bazzi, genannt Sodoma, kommt nach Siena, wo er verschiedene Fresken und Tafelbilder ausführt.

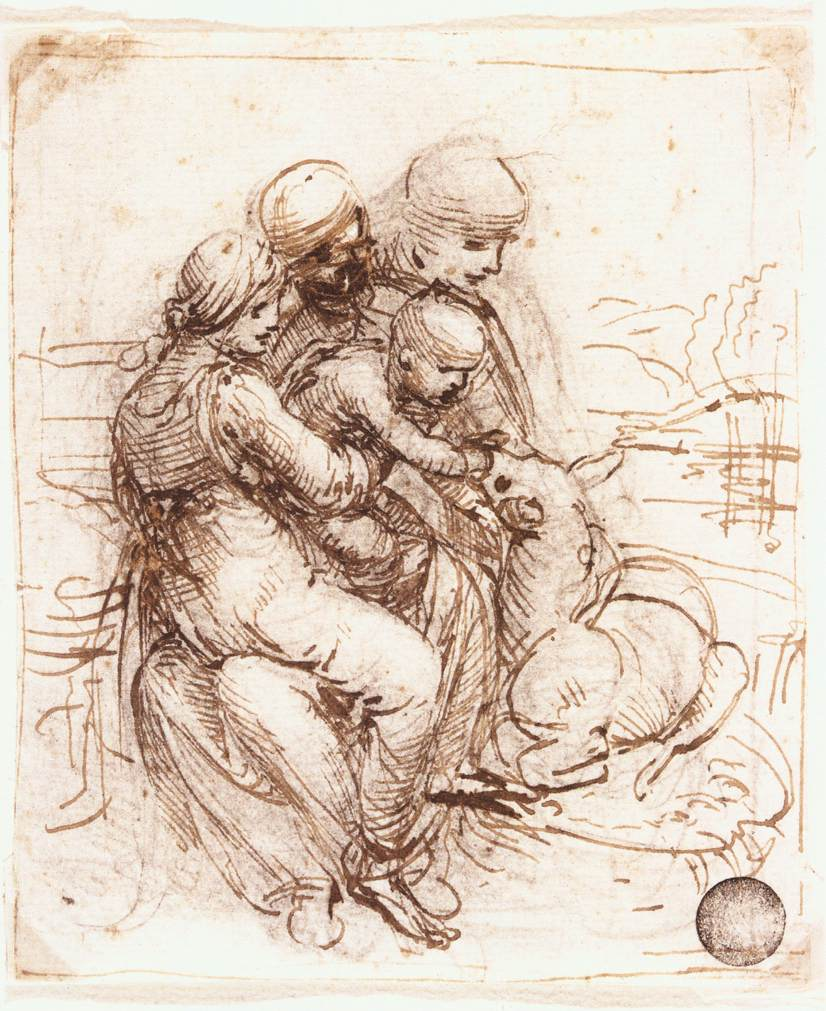
Studie für Anna selbdritt

- um 1501: Leonardo da Vinci beginnt mit der Arbeit an seinem Gemälde Anna selbdritt.
- um 1500/1501: Michelangelo malt in Öl auf Holz das Tafelbild Die Grablegung Christi.

## Geboren
- Perino del Vaga, italienischer Maler und Stuckateur († 1547)

## Gestorben

### Todesdatum gesichert
- 12. Oktober: Matteo Civitali, italienischer Bildhauer (* 1436)

### Genaues Todesdatum unbekannt
- Peter von Koblenz, deutscher Baumeister und Steinmetz (* um 1440)